# Gura Ocniței
Gura Ocniței là một xã thuộc hạt Dâmbovița, România. Dân số thời điểm năm 2002 là 7951 người.